# 千代田機工
千代田機工（ちよだきこう）は、堺市西区にある、埋設レール定盤の設計・施工、クーリングタワーや天井クレーンの設置工事、プラント設備工事（電気設備、管、電気通信設備、消防施設等のプラント設備を複合的に設置する工事）、運搬機器、水処理、給排気機器、内燃力発電設備などの各種設置に伴う工事、油圧機器の検査装置・エンジン架台・動力計架台などの製作・付帯工事を得意とする。
2022年より企業買収に力を入れており、株式会社森田製作所、株式会社小西勝製作所を買収。また、イタリアンレストラン Loca Bran（ロカブラン）の株式譲受・管理会社として株式会社satiare（さてぃあーれ、法人番号2120101066570）を設立。

## 沿革
- 1958年2月19日 創業
- 1973年12月 堺市出島海岸通に本社工場新設
- 1979年4月 堺市西区築港浜寺西町（堺機械金属団地内）に本社工場新設・移転
- 2022年4月 株式会社森田製作所の株式100%取得
- 2022年11月 株式小西勝製作所の株式100%取得
- 2022年11月 株式会社satiareを子会社として設立。イタリアンレストラン Loca Bran（ロカブラン）の経営開始
- 2023年12月 Loca Bran（ロカブラン）閉店

## 主な業務
- 移動式天井クレーンの設置工事
- ジブクレーンの設計・製作・設置工事
- クーリングタワーの設置工事
- リフター（昇降機）の設計・製作・設置工事
- 埋設レール定盤の設計・製作・設置工事
- 水配管工事
- 油圧ポンプ、油圧モータなど油圧機器 検査装置
- エンジン架台、動力計架台
- クローラ走行テスト装置
- 建機・無人悪路走行検査装置
- 田植え機・無人悪路走行検査装置
- トラクター・コンバイン－キャビン・安全フレーム圧壊検査装置
- トラクター・コンバイン－傾斜角運転検査装置
- トラクター・コンバイン・建機－キャビン・フレーム衝撃破壊検査装置
- トラクター耐久運転・リフター付検査装置
- トラクター・建機－自走耐久検査装置
- 各作業機ミッション－入出力駆動検査装置
- 油圧シリンダー検査装置